# Kalanchoe blossfeldiana
Kalanchoe blossfeldiana is een bloeiende succulent uit de vetplantenfamilie (Crassulaceae).

## Eigenschappen
Kalanchoe blossfeldiana kan tot 45 centimeter groot worden en is een succulent (vetplant) met dikke bladeren waarin water wordt opgeslagen. De plant bloeit gedurende enkele weken in de wintermaanden. De bloemen hebben vier kroonbladeren die rood, roze, oranje, geel of wit gekleurd kunnen zijn.

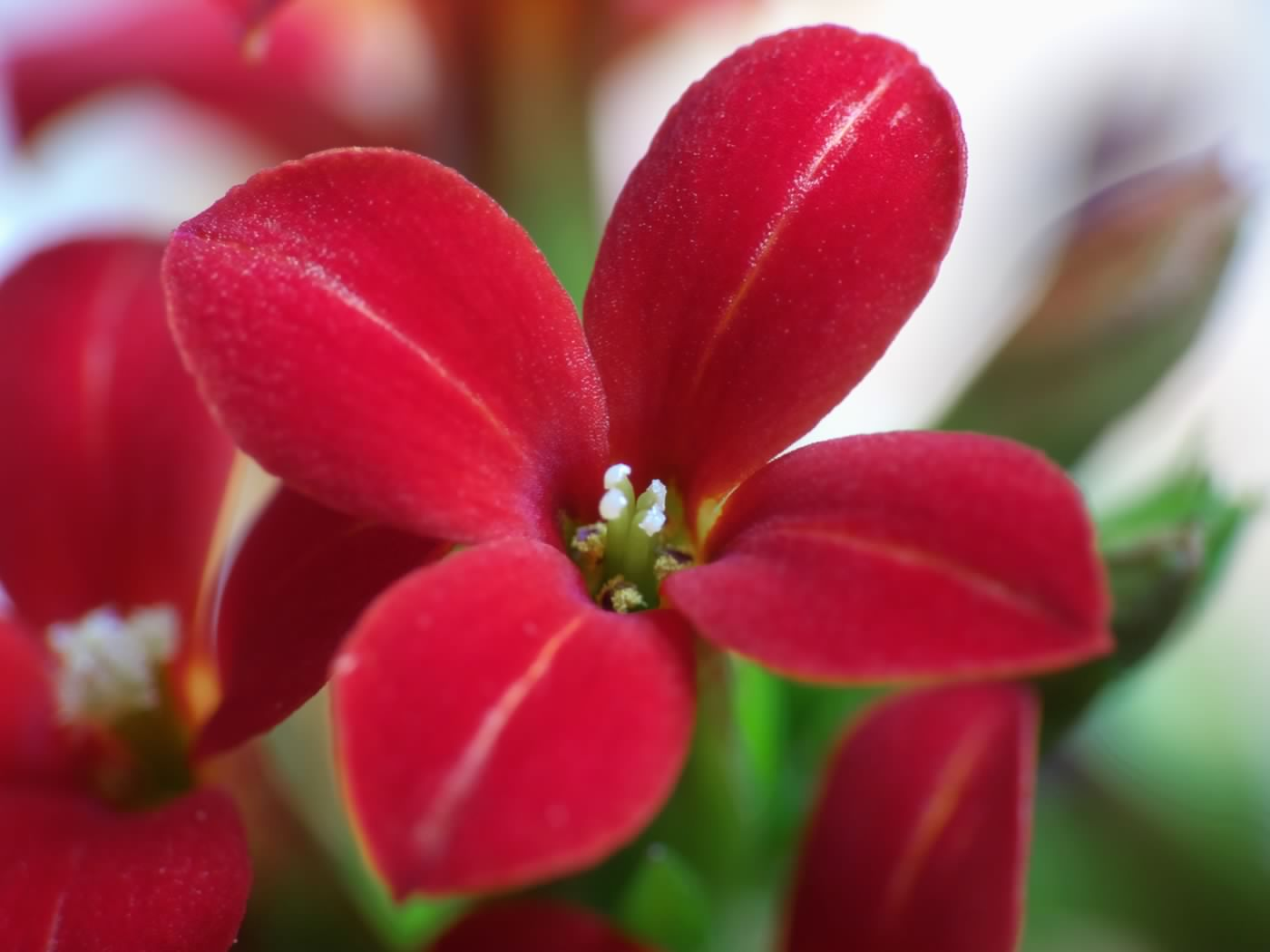
De bloemen van de Kalanchoe blossfeldiana hebben vier kroonbladeren

## Voorkomen en gebruik
De planten met rode bloemen komen oorspronkelijk uit Madagaskar. Gekweekte soorten kunnen bloemen hebben in allerlei kleuren. De planten worden veel als kamerplant gehouden.

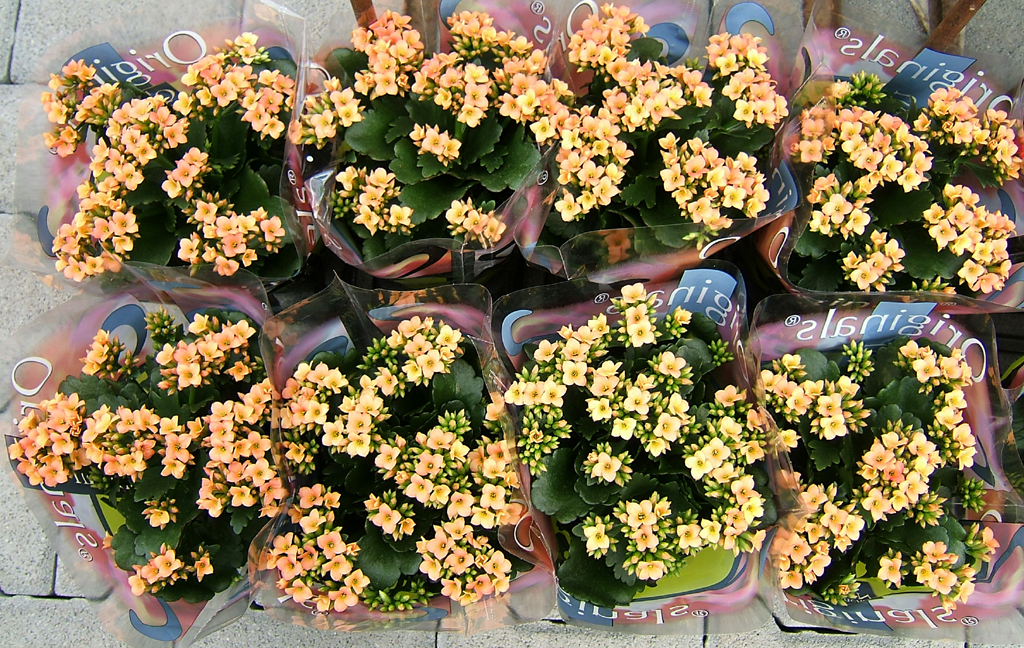
Gekweekte varianten zijn er in allerlei kleuren